# La Iglesia de Jesucristo de los Santos de los Últimos Días en España

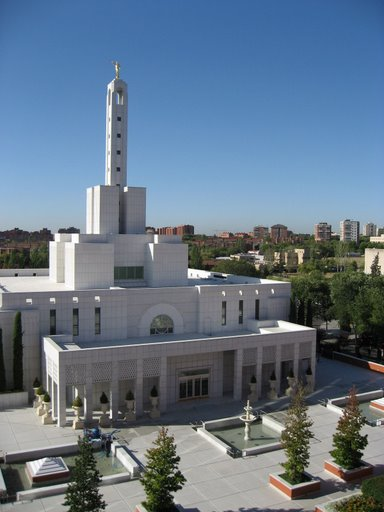
Templo de la ciudad de Madrid, ubicado en Moratalaz, al que asisten fieles de España, Portugal y de ciertas regiones de Italia y Francia.

La Iglesia de Jesucristo de los Santos de los Últimos Días posee 42 873 miembros en España divididos en 9 estacas, 9 distritos, 61 ramas, 133 congregaciones, 117 capillas y un templo.

## Historia

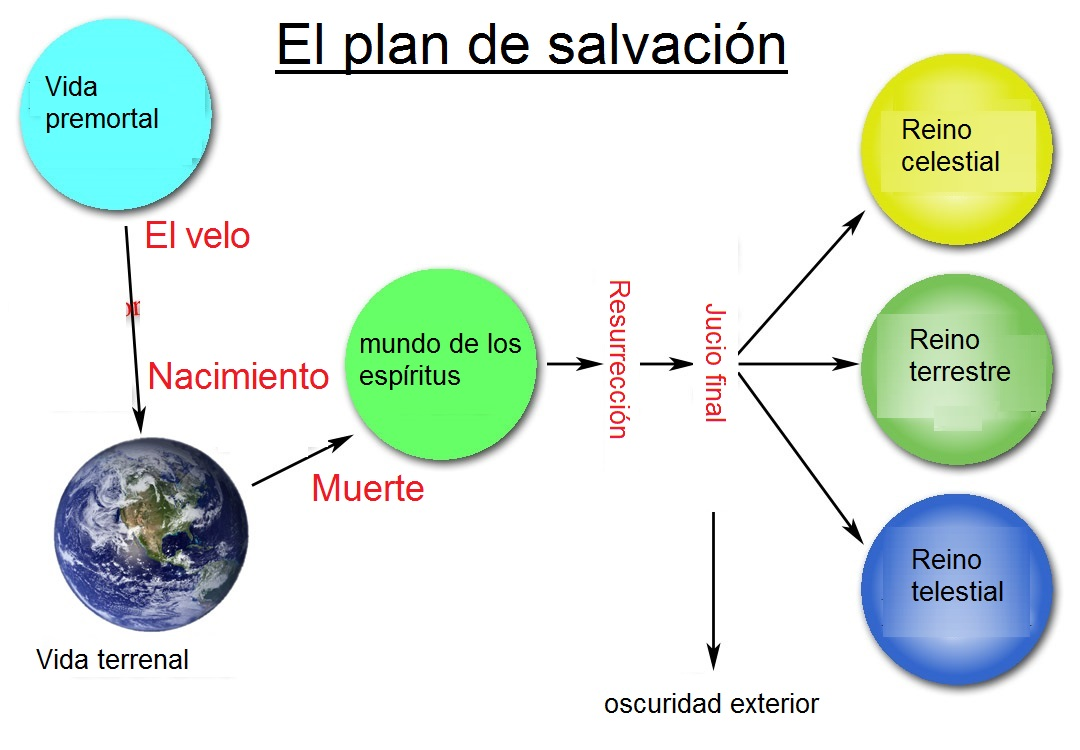
El Plan de Salvación

La Iglesia de Jesucristo llegó por primera vez a España el 20 de mayo de 1969, poco más de un año después de que las leyes garantizaran la libertad de religión en el país. Los cuatro primeros misioneros llegaron a Madrid en junio de 1969. La Iglesia funcionaba en las bases que los norteamericanos tenían en Torrejón de Ardoz, Rota, Morón y Zaragoza. En el siglo XIX la Iglesia envió dos misioneros a Gibraltar pero no pudieron pasar al otro lado de la línea.
El 20 de mayo de 1969, el apóstol Marion G. Romney, subió a la cima de una colina boscosa que dominaba la ciudad de Madrid acompañado por varios miembros locales de la Iglesia. Allí, Romney dedicó España para la predicación del evangelio. En la oración dedicatoria, el apóstol dijo que la dedicación señalaba un “gran día y el inicio de una era totalmente nueva en España que permitiría que se produjeran acontecimientos que de ninguna manera tendrían lugar sin las bendiciones del Evangelio” (véase Church News, 14 de junio de 1969).
Sin embargo, los primeros misioneros arribaron a territorio español mucho antes. En una conferencia especial celebrada en Salt Lake City el 28 de agosto de 1852, se llamaron a dos misioneros para viajar a la península de Gibraltar, en la costa sur de España, el lugar de nacimiento de uno de los misioneros, Edward Stevenson. Los diarios de los nuevos misioneros describen que Stevenson fue arrestado por su predicación, sin embargo, cuando más tarde se descubrió que él le estaba enseñando a los guardias sobre su fe y casi había convertido el hombre que estaba a cargo de él, fue puesto en libertad. El 23 de enero de 1854, se organizó una rama de la Iglesia con diez miembros. Para julio del mismo año hubo dieciocho miembros en la pequeña congregación, a pesar del hecho de que seis de ellos habían partido para servir en el ejército británico en Asia.

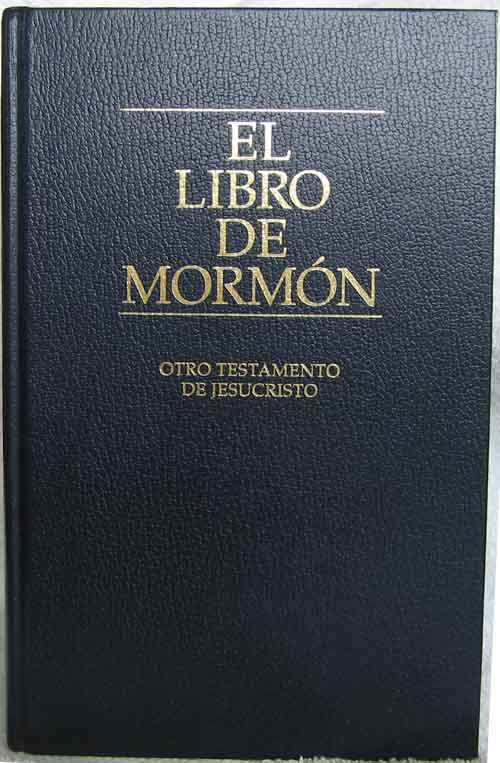
El Libro de Mormón, traducido al español por primera vez por uno de los conversos de España.

El primer español en convertirse a la Iglesia fue Melitón González Trejo (Garganta la Olla, Cáceres, 10 de marzo de 1844 - Wilcox, Arizona, 29 de abril de 1917). Mientras servía en el ejército español, asignado a Francia, Trejo leyó un folleto sobre la Iglesia que le ofreció un misionero de esta denominación. Eso avivó su interés y emigró a Utah en 1874 donde se unió a la Iglesia. Transcurrido el tiempo, sería el autor de las primeras dos traducciones del Libro de Mormón al español publicadas a partir de 1886.

## Misiones
En un detallado trabajo que realizó Pedro Pascual en 1964, sobre la situación de la minoría protestante en España, se cifraba en 3.300 los seguidores de esta iglesia
El 11 de julio de 1970 se organizó la misión España con sede en Madrid, renombrada Misión España Madrid el 20 de junio de 1974, y dividida en las misiones España Madrid, España Sevilla (Málaga) y España Barcelona el 8 de mayo de 1976. Esa nueva misión, que recibió 36 misioneros sirviendo en Francia, cubría no solo España sino también el Mediterráneo, Marruecos y las islas Azores. Antes de organizarse la primera misión en España, los misioneros tenían su presidente y sede en Francia. 
Actualmente están las misiones España Madrid Sur, España Madrid Norte y España Barcelona.

## La Iglesia en las comunidades autónomas

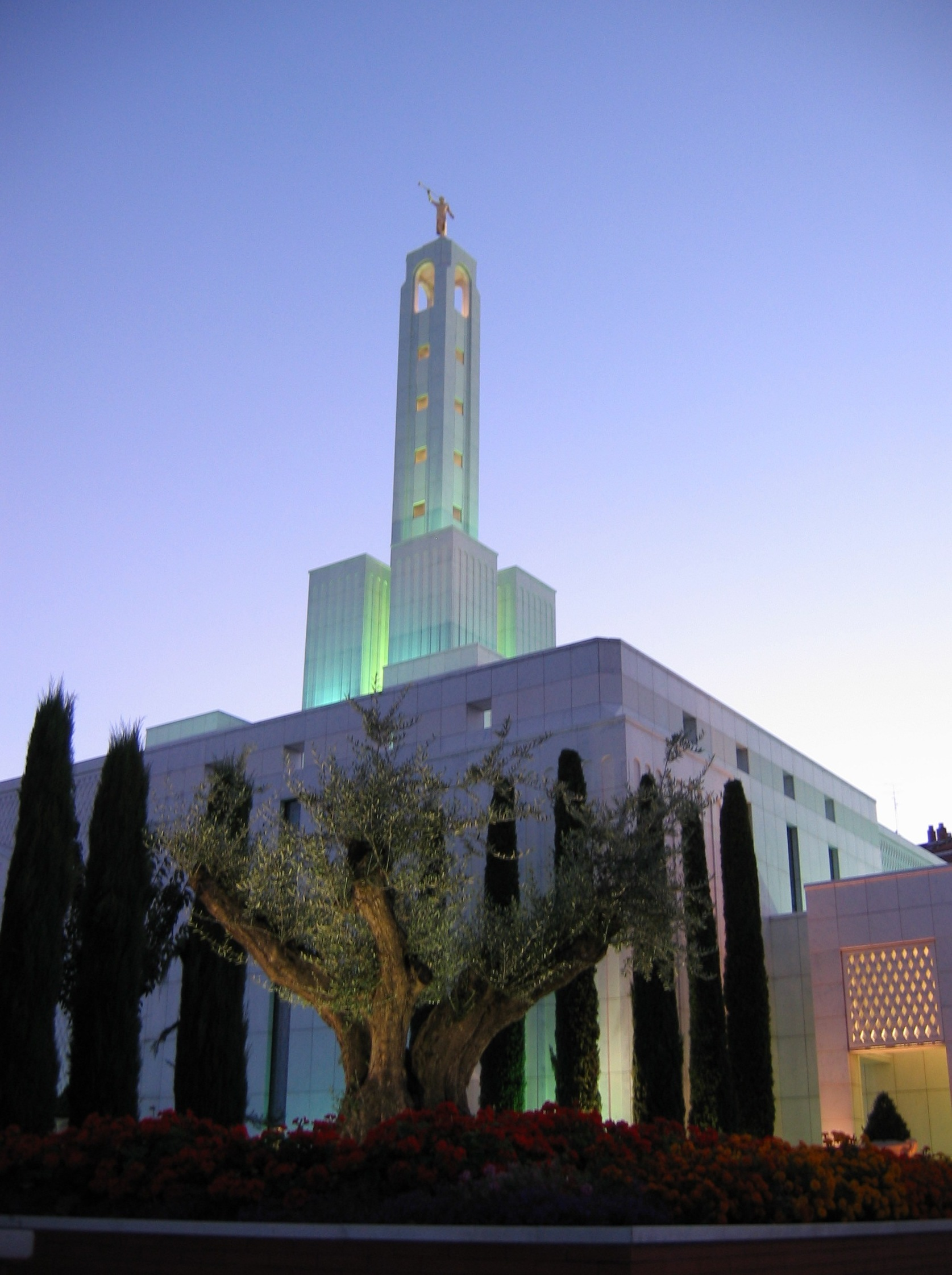
El Templo de La Iglesia de Jesucristo de los Santos de los Últimos Días en Madrid, España (2004).

### Andalucía
La Iglesia de Jesucristo de los Santos de los Últimos Días en Andalucía cuenta con la misión de España-Málaga, pudiendo encontrarse servicios religiosos para esta comunidad en Marbella. Hay 800 miembros en Sevilla, ciudad en la que se empezó a construir una capilla como centro de estaca
 También hay miembros en Cádiz, unos 3000 en toda la provincia organizándose en San Fernando dicha iglesia en septiembre de 1978 y en el año 1988 en la localidad de El Puerto de Santa María. En Granada también hay una comunidad que cuenta con más de 25 años de presencia en la ciudad.

### Aragón y Cataluña
En Cataluña, la presencia de los miembros de la Iglesia de Jesucristo data de principios de los setenta. Pero como la penetración se origina desde Madrid tenemos que decir primero algo de su implantación a nivel nacional. Las primeras conversiones se produjeron durante la década de los sesenta, en conexión con dos grupos norteamericanos que se encontraban para celebrar el domingo. En 1968 se organizó una pequeña congregación en Madrid y el mismo año se formalizó el reconocimiento oficial de la Iglesia. Durante este periodo inicial muchos miembros de otros países que hablaban español fueron transferidos como misioneros para reforzar la nueva fundación. Algunos de ellos fueron los primeros que llegaron a Cataluña.
En Cataluña (juntamente con parte de Aragón), hay actualmente (2022) tres estacas, la de Hospitalet, la de Barcelona y la de Lérida, con un total de dieciséis barrios (más 2 en Zaragoza) presididos por obispos y tres ramas con un total de 5500 miembros. La estaca de Hospitalet tiene 6 Barrios distribuidos entre las comarcas del Bajo Llobregat (Cornellá, Hospitalet 1 y 2 y Martorell), el Penedés (Villafranca), el Tarragonés (Tarragona) y una Rama en Tortosa con un total de 1500 miembros. La estaca de Lérida cuenta con seis barrios repartidos por el Segriá (Lérida), el Vallés Occidental (Sabadell 1 y 2 y Tarrasa), (Zaragoza 1 y 2) y 2 ramas repartidas por el Bages (Manresa) y el Alto Urgel (La Seo) con un total de 1000 miembros. La estaca de Barcelona, cuya sede está en la ciudad de Barcelona tiene 7 barrios repartidos por el Barcelonés (Barcelona 1, 2 y 3), Badalona, el Maresme (Mataró), el Vallés Oriental (Granollers) y el Gironés (Gerona), y una Rama en Vic, con unos 3000 miembros. Los centros de estaca catalanes están en Esplugas, Barcelona y Lérida.
En Cataluña se pueden encontrar Centros de Historia Familiar en Badalona, Barcelona, Cornellá, Lérida, Sabadell, Tarragona, Tarrasa y Villafranca.

### Canarias
En Canarias hay 2300 miembros. En la isla de Tenerife hay tres centros: en Santa Cruz de Tenerife, Los Cristianos y San Cristóbal de La Laguna, este último es el único en Canarias construido expresamente como tal.
En la isla de Gran Canaria hay otros tres centros: en Las Palmas de Gran Canaria, Telde y Vecindario y uno en la isla de Fuerteventura en Puerto del Rosario.

### Galicia
En Galicia hay unos 2500 miembros de la Iglesia.
Los miembros en La Coruña tendrán la primera Capilla de construcción propia de Galicia. La Iglesia se estableció en la Ciudad el 4 de enero de 1975.
La presencia de los éstos en la ciudad de Vigo se comenzó a hacer patente a partir de la segunda mitad de la década de los noventa. Siendo sus principales zonas de influencia la Gran Vía en sentido descendente hacia la Plaza de América, la calle Camelias, también en dirección hacia la citada plaza y el barrio de Coia, nuevamente en dirección hacia esta plaza.
También participan en la limpieza de parques.
Los miembros han encontrado la negativa del Obispado de Lugo de poder microfilmar los archivos de las iglesias.

### La Rioja
En La Rioja hay unos 240 miembros, que poseen una capilla en Logroño. Los miembros de esta rama han ayudado con el programa Manos Mormonas Que Ayudan a limpiar parques de la provincia.

### Madrid
En la Comunidad de Madrid existe el Templo de Madrid, el cual se dedicó del 19 al 21 de marzo de 1999.